# Severomorsk
Severomorsk (in russo Северомо́рск?) è una città chiusa dell'oblast' di Murmansk, nella Russia europea settentrionale. La città, situata sulla penisola di Kola, è il quartier generale della Flotta del Nord della Voenno-morskoj flot.

## Geografia fisica
Il centro abitato è posto sulla penisola di Kola, all'interno del circolo polare artico, e si affaccia sulla sponda orientale della baia di Kola, nella parte sud-occidentale del mare di Barents. Dista circa 15 km da Murmansk.

## Origini del nome
Severomorsk è un toponimo composto dalle parole russe "sever" (in russo север?), che significa "nord", e "more" (in russo море?), che significa "mare".

## Storia
Il primo insediamento nella zona fu edificato tra il 1896 e il 1897 dai sami con il nome di Vaenga (in russo Ваенга?), in onore dell'omonimo fiume che sfocia nella baia di Kola. I suoi pochi abitanti (13 nel 1917) si occupavano perlopiù di allevamento, caccia e pesca. Ai sami si affiancarono presto i finlandesi, i pomory e i russi.
Tra il 1934 e il 1935 iniziò la costruzione di una strada di collegamento tra Vaenga e Murmansk, mentre nel 1935 iniziò la costruzione di una base navale per la Flotta del Nord. La consacrazione a base militare fu completata durante la seconda guerra mondiale vista la posizione strategica per l'intero quadrante artico, mentre al termine del conflitto vi fu stabilito il quartier generale della Flotta del Nord.
Il 18 aprile 1951 con decreto del Soviet Supremo della RSFS Russa il villaggio fu trasformato in città e rinominato in Severomorsk. Successivamente con decreto del Presidente della Federazione Russa del 26 novembre 1996, Severomorsk, e i villaggi circostanti di Safonovo, Rosljakovo, Safonovo-1, Severomorsk-3 e Ščukozero, sono stati dichiarati città chiusa. Secondo il quotidiano statunitense The Washington Post, nel 1984 si sarebbe verificata una grave esplosione nella base navale che avrebbe compromesso la dotazione di missili terra-aria della flotta artica sovietica.

## Società

### Evoluzione demografica
Fonte: mojgorod.ru
- 1959: 26.500
- 1970: 45.700
- 1989: 62.100
- 2002: 55.102
- 2007: 53.700
- 2014: 48.977